# Ghar El Melh (délégation)
Ghar El Melh est une délégation tunisienne dépendant du gouvernorat de Bizerte.
En 2004, elle compte 18 525 habitants dont 9 284 hommes et 9 241 femmes répartis dans 4 015 ménages et 4 664 logements.